# 麟徳
麟徳（りんとく）は、唐の高宗李治の治世に行われた4番目の年号。664年 - 665年。

## 西暦・干支との対照表
| 麟徳 | 元年  | 2年   |
| 西暦 | 664年 | 665年 |
| 干支 | 甲子  | 乙丑  |